# Шрейбер, Пётр Павлович
Пётр Па́влович Шре́йбер (1841—1903) — архитектор, академик Императорской Академии художеств.

## Биография
Родился в 1841 году в Санкт-Петербурге.
Выпускник Аннинского лютеранского училища (золотая медаль) и Императорской Академии художеств (1860—1869). Получил медали Академии художеств: малая серебряная (1863), большая серебряная (1864). Звание классного художника 3-й степени (1869). Звание классного художника 2-й степени получил в 1872 году за «проект православной церкви о 3 отдельных приделах для кладбища», звание архитектора — в 1876 году, звание классного художника 1-й степени  — в 1877 за программу «Вокзал в парке вблизи столицы». В 1881 году получил звание академика за программу «Проект богадельни на 60 женщин и 30 мужчин с школами на 45 мальчиков и 45 девочек».
Работал в техническо-строительном комитете Министерства внутренних дел (1874—1889). Последние годы жизни провёл на острове Капри, куда из-за проблем со здоровьем переехал ради благоприятного климата.

## Важнейшие проекты
- Шлиссельбургские пороховые заводы[2].
- Здание телефонной компании в Ревеле[2].
- Первый железнодорожный вокзал в Екатеринбурге (1878)[3].
- Дача Еракова в Ораниенбауме. Богумиловская ул., 10 (1871)[4]
- Дом В. Б. Фредерикса (перестройка). Конногвардейский пер., 8 — Почтамтская ул., 23 (1875)[5]
- Первый железнодорожный вокзал в Екатеринбурге (1878)
- Особняк С. П. фон Дервиза (перестройка). Английская наб., 34 (1885)
- Особняк С. П. фон Дервиза (перестройка). Галерная ул., 33 (1885—1890)[6][7]
- Надгробие поэта Н. А. Некрасова (проект)[8]
- Памятники князя Васильчикова, графа Строганова и др.